# Begraafplaats van Quarouble
De Begraafplaats van Quarouble is een gemeentelijke begraafplaats in de Franse gemeente Quarouble in het Noorderdepartement. De begraafplaats ligt aan de Chemin des Postes op 270 m ten zuidoosten van het centrum (gemeentehuis). De begraafplaats heeft een min of meer rechthoekige vorm en bestaat uit een oorspronkelijk deel en een uitbreiding. Ze wordt omsloten door enerzijds een wand met betonnen platen, een bakstenen muur, een draadafsluiting met een haag en er zijn drie toegangshekken.

## Brits oorlogsgraf
Op de begraafplaats ligt het graf van de Canadese soldaat A. Lalonde. Hij diende bij het 2nd Canadian Mounted Rifles Battalion en sneuvelde tijdens de Eerste Wereldoorlog op 5 november 1918. Zijn graf wordt onderhouden door de Commonwealth War Graves Commission en staat er geregistreerd onder Quarouble Communal Cemetery.